# اكي كاواساكي
اكي كاواساكي (باليابانية: 川﨑 一輝) (مواليد 8 نوفمبر 1997) هو لاعب كرة قدم ياباني.

## وصلات خارجية
- اكي كاواساكي على موقع رابطة كرة القدم اليابانية للمحترفين (اليابانية)
- اكي كاواساكي على موقع قاعدة بيانات كرة القدم.إي يو (الإنجليزية)
- اكي كاواساكي على موقع Soccerway.com (الإنجليزية)